# (14024) Procol Harum
(14024) Procol Harum est un astéroïde de la ceinture principale.

## Description
(14024) Procol Harum est un astéroïde de la ceinture principal. Il fut découvert par Piero Sicoli et Pierangelo Ghezzi le 9 septembre 1994 à Sormano. Il présente une orbite caractérisée par un demi-grand axe de 2,55 UA, une excentricité de 0,264 et une inclinaison de 2,44° par rapport à l'écliptique.
Il fut nommé en hommage au groupe de rock britannique Procol Harum, formé au début des années 1960.

## Compléments